# Hana Trabelsi
Pour les articles homonymes, voir Trabelsi.
Hana Trabelsi, née le 7 février 1985, est une rameuse d'aviron tunisienne.

## Carrière
Aux Jeux panarabes de 2004 à Alger, Hana Trabelsi et Ibtissem Trimech sont médaillées d'or en deux de couple.
Hana Trabelsi est médaillée d'argent en deux de couple poids légers avec Amira Othmani aux championnats d'Afrique 2005 à Tunis.